# Castagnettes
 (octobre 2018).
Si vous disposez d'ouvrages ou d'articles de référence ou si vous connaissez des sites web de qualité traitant du thème abordé ici, merci de compléter l'article en donnant les références utiles à sa vérifiabilité et en les liant à la section « Notes et références ».

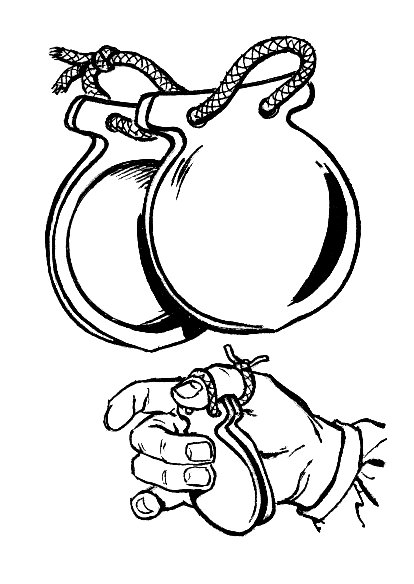

Les castagnettes (en espagnol : castañuelas, « petites châtaignes ») sont un instrument de musique à percussion idiophone, typique du folklore espagnol, portugais (castanholas) et italien (nacchere).
Les castanyoles rectangulaires se rencontrent encore aux Îles Baléares.

## Facture

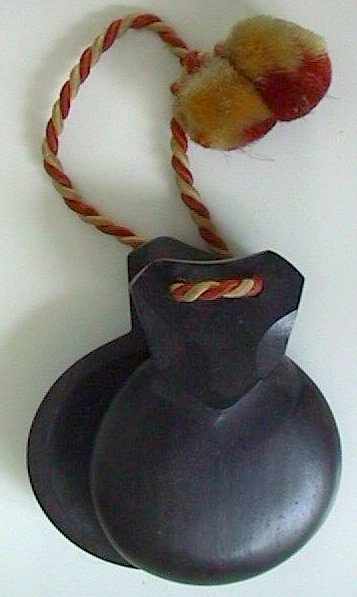
Castagnettes

Elles sont généralement fabriquées en bois dur ou en ivoire et consistent en deux coquilles surmontées d'une « oreja » (oreille), percées, suivant les modèles, de deux ou trois trous, reliées entre elles par un cordon, dont les faces creuses s'entrechoquent.
Les deux castagnettes ne sont pas creusées de manières égales dans leur concavité, ce qui donne un son différent. La hembra (femelle), est plus aiguë, tandis que la macho (mâle), possède un son plus grave, ce qui permet des variations de leurs sonorités, lorsqu'elles s'entrechoquent. Afin de les identifier facilement, la hembra possède généralement une petite encoche taillée sur le bord supérieur de l'oreille de chaque coquille.
Les castagnettes d'orchestre sont montées sur manches, ou sur planches, montées sur charnières. Les premières sont secouées, les deuxièmes sont percutées de la main.
Les castagnettes françaises sont deux bouts de bois que l'on se coince entre deux doigts et qu'on secoue pour les entrechoquer et produire un son similaire aux castagnettes espagnoles.

## Jeu
Elles peuvent se jouer de plusieurs manières :
- classique, elles sont mises aux pouces ; la main droite joue la hembra avec les 4 doigts en commençant par le petit doigt et la main gauche el macho uniquement avec les deux doigts du milieu ; la main droite fera une carretilla.
- populaire, elles seront aux majeurs ; on les claque simultanément dans les deux mains en faisant deux allers et retours.

Un morceau de Carmen Amaya, Alegrías, permet d'entendre nettement la différence de son entre la « femelle » et la « mâle ».
Elles sont utilisées pour rythmer des danses telles que le fandango, la flamenco, la seguidilla, la cachucha...

## Théorie et méthode
L'art des castagnettes a été théorisé par la musicienne et danseuse Emma Maleras (1919-2017), professeur au Grand théâtre du Liceu de Barcelone. Elle est l'auteur d'une méthode connue dans le monde entier.

## Dans la culture populaire
Dans Mary Poppins de Disney, un des musiciens de la scène de l'hippodrome joue des castagnettes françaises.